# Maurice Moisset
Maurice Moisset est un peintre paysagiste français, né à Paris 1er le 7 octobre 1860 et mort à Paris 7e le 30 janvier 1946.

## Biographie
Les parents de Maurice Moisset appartiennent à des familles de marchands de draps, tapis et literies installés à Paris et Beauvais. Son père avait, en outre, déposé en 1862 le brevet d'invention du lit-cage pliant en métal. D'après son dossier de Légion d'honneur, Maurice Moisset était licencié en droit et a servi dans l'armée comme lieutenant à l'État-Major de l'artillerie territoriale. Le Figaro et Le Gaulois annoncent le mariage à la mairie du 8e arrondissement de Paris, le 13 avril 1886, de Maurice Moisset, avocat, et de Marthe Césaire Baudrier, née à Paris le 9 mars 1863 dans une famille de banquiers, notaires et propriétaires fonciers. Les parents de la mariée avaient acquis en 1884 le château de Verderonne (Oise) mis en vente par voie de justice.
Au cours de la décennie 1880-1890, Maurice Moisset exerça la profession d'avocat, ainsi que cela figure sur son acte de mariage et les actes de naissance de son fils Gilbert en 1887, et de sa fille Cécile en 1889. Il habite le 17e arrondissement de Paris, au no 17 avenue de Villiers, puis au no 3 rue Viète où il résidera jusqu'à sa mort. Parallèlement à ses études et activités juridiques, Maurice Moisset écrit lui-même dans son dossier de Légion d'Honneur qu'il était l'élève des peintres Jules Lefebvre et Émile Charles Dameron .
Son activité de peintre apparait pour la première fois en 1888 quand Maurice Moisset expose au Salon annuel de peinture du palais des Champs-Élysées. En effet, à partir de 1888, le catalogue du Salon précise chaque année ses œuvres exposées au Salon des artistes français où il obtient une mention honorable en 1894. Il y envoie des paysages de l'Oise, de bords de mer, surtout de la Manche, et de Normandie.
Le 15 mars 1890, au Capitole à l'Union artistique de Toulouse, il expose un paysage proposé au prix de 250 francs. À partir de 1898, il exposera annuellement au Cercle artistique et littéraire de la rue Volney à Paris.
En 1900, Maurice Moisset est nommé maire de la commune de Verderonne (Oise) où il vient régulièrement en villégiature . À cette époque, ses villégiatures le conduisent également au Pecq (Yvelines) où des parents de sa mère (Famille Foyé) et de sa belle-mère (Familles Parissot et Deville-Chabrol) possèdent des propriétés. Il ira aussi régulièrement villégiaturer à Grandcamp-les-Bains (Calvados) où il a acquis une villa en bord de mer, au no 30 quai Crampon. Les bords de mer aux alentours lui inspireront de nombreux tableaux.
En 1901, Maurice Moisset obtient une médaille de 3e classe au Salon des artistes français  et expose à Beauvais à la Société des amis des arts de l'Oise. Le Figaro du 25 décembre 1901 écrit qu'un groupe d'artistes vient d'ouvrir La Petite Galerie Drouot au no 23 rue Drouot à Paris, où exposent en permanence une dizaine de peintres dont, outre Maurice Moisset : Henri Matisse, Paul Jouve et Paul Madeline. En 1902, il y expose des paysages de banlieue parisienne et, avec les peintres de l'École de Crozant, des paysages de la Creuse habituellement exécutés sur carton, numérotés et situés au verso. En 1903, Maurice Moisset y exposera une vingtaine de paysages.
En 1904, il ajoute à ses expositions régulières - Salon des artistes français et Cercle Volney - une exposition annuelle au Salon des arts réunis de la galerie Georges Petit. Par ailleurs, il expose au Grand Hôtel de Biarritz pour la Société des amis des arts de Bayonne-Biarritz dont il est membre souscripteur. Le Matin du 31 décembre 1904 informe que Maurice Moisset a reçu les palmes académiques d'officier de l'Instruction publique.
En 1907, Maurice Moisset reçoit, au Salon des artistes français, une médaille de 2e classe. La même année, il devient administrateur de L'Automobile Club de France dont il sera membre pendant de nombreuses années.
L'article de La Croix du 29 avril 1911 informant que Maurice Moisset expose au Salon des artistes français est signé de Pierre l'Ermite, pseudonyme de Eugène Edmond Loutil, prêtre, romancier et journaliste à La Croix pendant 69 ans. Il y écrit : « Maurice Moisset, qui me donna jadis mes premières leçons de peinture. Souvenirs du jeune âge… ». Edmond Loutil était venu de ses Ardennes natales à Paris étudier la théologie quand Maurice Moisset, son aîné de trois ans, suivait des études de droit. Le chanoine Loutil bénira, le 1er mars 1930, le mariage de Gilbert Moisset, fils de Maurice Moisset.
Outre ses activités propres de peintre, Maurice Moisset s'implique dans la vie du monde artistique : en mars 1911, il signe une pétition d'artistes et d'écrivains pour sauvegarder le patrimoine artistique national que constituent les églises de campagne délaissées ou détruites par manque de soins de l'État. Maurice Barrès déposera cette pétition sur le bureau de la Chambre des députés. En 1913, Maurice Moisset est réélu membre du comité de la Fondation Taylor, société de secours mutuel des peintres, sculpteurs et architectes, dont il sera le président de 1942 à sa mort.
Au cours de la Première Guerre mondiale, son épouse, Marthe Moisset, infirmière diplômée, se consacra à soigner les malades et blessés à Paris ; elle recevra une médaille de bronze de la Reconnaissance française.
En 1919, Maurice Moisset fait partie du conseil d'une nouvelle association, le Club artistique de France, dont le but est de propager l'art français et de le défendre contre le bolchévisme artistique, label désignant l'esprit de discorde, la « décadence artistique », la ruine économique et l'incapacité des gens en place à s'adapter à leur temps. Les objectifs sont de faire connaître des œuvres de « bon aloi », de rendre les jeunes artistes moins rebelles à toute discipline en leur fournissant un enseignement nourrissant et libéral, mais aussi de venir à bout de la routine et de la contrefaçon.
En 1924, Maurice Moisset est nommé peintre officiel de la Marine avec le rang d'officier. En 1925, il est admis à titre permanent au Cercle de l'Union artistique, présenté par les peintres Henri Royer et Hubert-Denis Etcheverry.
En février 1927, il est nommé chevalier de la Légion d'Honneur et, outre ses lieux d'exposition habituels, expose au troisième Salon des artistes normands et au Cercle de l'Union artistique de l'avenue Gabriel, dit Salon de L'Épatant, à Paris. En 1928, il expose à la galerie Retlinger à Paris avec « La Boîte à Ponce », groupement de peintres, sculpteurs et ébénistes, du 17 mars au 6 avril, à la galerie René Zivy au 2e Salon de la société nationale des beaux-arts de la Mer et au Congrès annuel de Limoges.
Le 30 mai 1930, Maurice Moisset participe, en tant qu'administrateur et assesseur à l'assemblée générale de l'assurance Patrimoine-Vie, et comme scrutateur à la première assemblée générale de Patrimoine-Incendie et en février 1932, préside la Société des amis des arts.
En septembre 1933, il démissionne de son mandat de maire de Verderonne ; non remplacé après neuf tours de scrutins, il est finalement réélu maire fin novembre 1933. En février 1934, 1935 et 1939 (dernière exposition avant la guerre), il expose au Salon de L'Épatant. En 1938, il expose au Salon des indépendants et une dernière fois au Salon des artistes français.
En décembre 1939, il participe à l'exposition des artistes mobilisés à la galerie Bernheim-Jeune à Paris. Ami du maréchal Pétain, Maurice Moisset s'entretient avec lui à Vichy le 2 juillet 1943 de l'arrivée d'André Maurois en Afrique du Nord. Ils s'accordent sur le fait qu'André Maurois était un honnête homme, hautement talentueux, conscient de son devoir et de servir ainsi la France.
Veuf, Maurice Moisset meurt en son domicile du no 3 rue Viete à Paris 17e, le 30 janvier 1946.

## Œuvres exposées aux Salons
- 1888 : Cour plantée à Le Quesnel (Oise)
- 1889 : Bruyères en fleur, automne, Salon de la Société des artistes français, Champs-Élysées, Paris
- 1890 : L'orage monte sur l'étang de La Bruyère (Oise), Salon de la Société des artistes français, Coin de ferme à Le Quesnel, Salon de la Société des artistes français, Pommiers en fleur (Oise), Salle du Capitole, Toulouse[28]
- 1891 : Cours d'eau au milieu des marais de la Somme, Salon de la Société des artistes français
- 1892 : Le Pisseleu à Rosoy (Oise), Salon de la Société des artistes français
- 1893 : Sur la falaise, effets du matin (Calvados), Salon de la Société des artistes français
- 1894 : Prairie avant la fenaison, Salon de la Société des artistes français
- 1895 : Le moulin de Jarcy (Essonne), Salon de la Société des artistes français
- 1896 : Bords de la Seine, près de Mantes (Yvelines), Salon de la Société des artistes français
- 1897 : Village de La Bruyère (Oise), Salon de la Société des artistes français
- 1898 : Marine, Cercle artistique et littéraire de la rue Volney, Paris, L'étang de Joncquoy à Sacy-le-Grand (Oise), Effets du soir, Salon de la Société des artistes français, Les marais de La Bruyère, Salon de la Société des artistes français
- 1899 : La Retenue d'eau au moulin de Beaumontel (Eure), Salon de la Société des artistes français
- 1900 : Brumes du soir dans le marais de Sacy-le-Grand (Oise), Salon de la Société des artistes français[29]
- 1901 : Ferme picarde, Société des amis des arts de Oise, Beauvais[30], Les étangs de Sacy à la tombée du jour, Salon de la Société des artistes français, Récoltes des pommes en Normandie, Salon de la Société des artistes français
- 1902 : Effets de soir, Cercle artistique et littéraire de la rue Volney, Paris, Les fours Chabert dans les marais de Sacy (Oise), Salon de la Société des artistes français, Paysages de la Creuse, La Petite Galerie Drouot, 23 rue Drouot, Paris
- 1903 : La Foire aux ferrailles (Paris), La Petite Galerie Drouot, 23 rue Drouot, Paris, Landes bretonnes, La Petite Galerie Drouot, 23 rue Drouot, Paris, Coucher de soleil derrière la montagne, Salon de la Société des artistes français, Champs-Élysées, Paris, L'orée du soir près de Septeuil (Yvelines), Salon de la Société des artistes français[31]
- 1904 : Le Vallon à La Bruyère, Salon de la Société des artistes français, Un soir à Beaumont-le-Roger (Eure), Grand Hôtel, Biarritz, Environs de Mantes (Yvelines) Grand Hôtel, Biarritz[32]
- 1905 : La Semois dans les Ardennes belges, Salon de la Société des artistes français, Le crépuscule à La Bruyère, Salon de la Société des artistes français, L'orée du soir (Oise), Salon de la Société des artistes français, Église Saint Médard (Paris), Salon de la Société des arts réunis, galerie Georges Petit, 8 rue de Sèze, Paris
- 1906 : Entre chien et loup (ou Le Soleil couchant) aux étangs de Poigny (Seine et Marne), Salon de la Société des arts réunis, galerie Georges Petit, 8 rue de Sèze, Paris, Bohan en Ardennes, Salon de la Société des artistes français
- 1907 : Coups de vent sur la côte normande (Calvados), Salon de la Société des artistes français
- 1908 : Vallon de Colleville (Calvados), Cercle artistique et littéraire de la rue Volney, Paris, La vente du poisson à Grandcamp (Calvados), Salon de la Société des artistes français
- 1909 : L'Orée du soir, Salon de la Société des artistes français, La rentrée des barques à Grandcamp (Calvados), Salon de la Société des artistes français
- 1911 : Coin de village, Salon de la Société des arts réunis, galerie Georges Petit, 8 rue de Sèze, Paris, La falaise de Longues (Calvados), Salon de la Société des artistes français
- 1912 : Chaumière dans les marais, Salon de la Société des artistes français
- 1914 : La Chaumière isolée (Oise), Salon de la Société des artistes français, Tombée de la nuit, Salon de la Société des artistes français
- 1922 : Un site automnal, Cercle artistique et littéraire de la rue Volney, Paris
- 1925 : Environs de Bourbon-Lancy (Saône et Loire), Cercle artistique et littéraire de la rue Volney, Paris
- 1926 : Coin de rivière, Salon de la Société des artistes français
- 1927 : Les gorges du Tarn à Florac (Lozère), Cercle artistique et littéraire de la rue Volney, Paris
- 1928 : Peupliers sur la route de Glenic, le matin (Creuse), Congrès de la Société Gay-Lussac, Limoges
- 1931 : Fleurs, Salon de la Société des artistes français
- 1932 : Roses, Salon de la Société des artistes français, Lever de lune, Salon de la Société des artistes français
- 1933 : Dans l'église de Verderonne (Oise), Cercle artistique et littéraire de la rue Volney, Paris
- 1934 : Les Étangs de Sacy (Oise), Cercle artistique et littéraire de la rue Volney, Paris, Grande route en Brie, Cercle de l'Union artistique, dit Salon de L'Épatant, avenue Gabriel, Paris et Salon de la Société des artistes français, Village dans l'Oise, Salon de la Société des artistes français
- 1935 : Étude de plage (Calvados), Cercle de l'Union artistique, dit Salon de L'Épatant, avenue Gabriel, Paris, Paysages normands, Cercle de l'Union artistique, dit Salon de L'Épatant, avenue Gabriel, Paris